# Gordon Cowans
Gordon Sidney Cowans (West Cornforth, 27 oktober 1958) is een Engels voormalig voetballer die als offensieve middenvelder speelde. Hij staat bekend om zijn drie periodes bij Aston Villa tussen 1976 en 1994. Cowans won de Europacup I met Aston Villa in 1982 tegen het grote Bayern München van Karl-Heinz Rummenigge.
Cowans had een doorgaans accurate tackle en was tweevoetig. Voorts is hij een 10-voudig Engels international en scoorde twee doelpunten voor de nationale ploeg.

## Biografie
Gordon Cowans was een jeugdproduct van Aston Villa FC, speelde met ingang van het jaar 1976 meer dan 500 wedstrijden in de hoofdmacht en beleefde de grote successen van de vroege jaren 80 onder trainer Ron Saunders en oorspronkelijk Saunders' assistent Tony Barton. Barton volgde Saunders op vanaf februari 1982.
Cowans werd Engels landskampioen met de club uit Birmingham, in het seizoen 1980/1981. Na de winst van de Europacup I tegen grote favoriet Bayern München met een treffer van aanvaller Peter Withe, legde men ook Europacup II-winnaar FC Barcelona over de knie in de UEFA Super Cup.
Na een Italiaans avontuur bij AS Bari keerde hij in 1988 terug naar de club waar hij groot werd. In zijn tweede periode bij Aston Villa was Cowans opnieuw onmisbaar op het middenveld. Na drie seizoenen verruilde hij Aston Villa voor Blackburn Rovers FC, dat aan een sportieve opmars bezig was na een financiële injectie. Cowans promoveerde met Blackburn naar de nieuwe Premier League in mei 1992 en speelde 50 competitiewedstrijden voor Blackburn, waarvan gedurende zijn tweede en laatste seizoen 24 wedstrijden in de Premier League.
Cowans scoorde zijn enige doelpunt in die Premier League tegen Norwich City op 3 oktober 1992, een spectaculaire 7–1 thuisoverwinning op Ewood Park. Blackburn Rovers eindigde verrassend als vierde en twee seizoenen later werd de club Engels landskampioen onder trainer Kenny Dalglish.
Na twee seizoenen besloot de middenvelder terug te keren naar Aston Villa, maar een 35-jarige Cowans had geen plaats meer in het vaste elftal omdat spelers als aanvoerder Kevin Richardson en de noeste werker Andy Townsend vaste waarden waren onder coach Ron Atkinson. In het seizoen 1993/1994 won de club de League Cup, maar Cowans speelde niet mee in de finale tegen Manchester United. Aston Villa versloeg Manchester United met 3–1, na twee doelpunten van aanvaller Dean Saunders.
Daarna speelde Cowans nog voor Derby County, Wolverhampton Wanderers, Sheffield United, Bradford City en Stockport County. Cowans beëindigde zijn actieve loopbaan bij Burnley in 1997, waarop hij 18 jaar lang deel uitmaakte van de technische staf van Aston Villa als veldtrainer. Daarnaast was Cowans jeugdtrainer bij de club.

## Erelijst
Aston Villa FC
- Football League First Division

1981
- Europacup I

1982
- UEFA Super Cup

1982*
- League Cup

1994
* wedstrijden gespeeld in januari 1983